# Бадмаев, Улюмджи Очирович
Улюмджи́ Очи́рович Бадма́ев (калм. Бадмин Үлмҗ, 1926 г., Привольный, Кетченеровский район, Калмыцкая автономная область, РСФСР — 2008, Калмыкия, Россия) — калмыцкий рапсод, сказитель калмыцкого эпоса «Джангар», джангарчи.

## Биография
Улюмджи Бадмаев родился в 1928 году в совхозе «Привольный» Кетченеровского района Калмыцкой автономной области. Трудовую деятельность начал в 1948 году. Во время депортации калмыцкого народа был сослан в Сибирь. После возвращения на родину в 1957 году работал трактористом.

## Творчество
Первые уроки исполнения калмыцкого эпоса Улюмджи Бадмаев получил от своего дяди Мангута Шовгорова в раннем детстве. В своём творчестве джангарчи Улюмджи Бадмаев придерживался канонической школы Ээлян Овла, которая не позволяла импровизации в исполнении «Джангара». Во время пения калмыцкого эпоса Улюмджи Бадмаев использовал домбру.